# 大连市公安局安康医院
大连市公安局安康医院隶属于大连市公安局，位于大连市郭东街2号。该医院是一所安康医院，是对危害社会治安的精神病人依法进行强制医疗的专门机构。除了强制医疗外，该医院还开展精神疾病司法鉴定、心理咨询、心理检测、戒毒等工作，并配合开展精神疾病社区防治工作。此外，该医院还负责为其他强制羁押场所对象提供医疗服务。